# Пловдив чете
„Пловдив чете“ е литературен фестивал в Пловдив, основан през 2003 г. 
„Пловдив чете“ се провежда ежегодно в началото на месец юни по инициатива на Издателство „Жанет 45“ и със съдействието на Община Пловдив.
Ежегодно от 2006 г. по време на фестивала „Пловдив чете“ се връчва наградата „Орфеев венец“ за съвременна българска поезия.